# Supercopa d'Espanya de futbol 1995
La Supercopa d'Espanya de 1995 va ser un matx de futbol espanyol a doble partit jugat els dies 24 i 27 d'agost de 1995. El van disputar el RC Deportivo de La Coruña, que va ser guanyador de la Copa del Rei 1994–95, i el Reial Madrid CF, que va guanyar la Lliga espanyola 1994–95. El Deportivo va guanyar 5–1 en el global.

## Detalls del matx

### Anada
| RC Deportivo de La Coruña                  | 3–0     | Reial Madrid CF |
| ------------------------------------------ | ------- | --------------- |
| Donnato 55' (pen.) · Fran 60' · Bebeto 65' | Informe |                 |

| RC Deportivo de La Coruña | Reial Madrid CF |

|              |    |                    |     |     |
|              |    |                    |     |     |
| GK           | 13 | Juan Canales       |     |     |
| RB           | 2  | Voro               | 71' |     |
| CB           | 4  | José Luis Ribera   |     |     |
| CB           | 5  | Miroslav Đukić     |     |     |
| LB           | 7  | Nando              | 35' |     |
| CM           | 12 | Donato             |     |     |
| CM           | 8  | Alfredo            |     |     |
| RW           | 16 | Javier Manjarín    |     | 64' |
| AM           | 10 | Fran (c)           |     | 67' |
| LW           | 14 | Txiki Begiristain  |     | 46' |
| CF           | 11 | Bebeto             |     |     |
| Substitutes: |    |                    |     |     |
| DF           | 3  | Luis López Rekarte |     | 46' |
| FW           | 9  | Dimitri Radtxenko  |     | 64' |
| MF           | 19 | Adolfo Aldana      |     | 67' |
| Manager:     |    |                    |     |     |
| John Toshack |    |                    |     |     |

|               |    |                       |          |     |
|               |    |                       |          |     |
| GK            | 1  | Francisco Buyo        | 54'      |     |
| RB            | 2  | Quique Sánchez Flores |          |     |
| CB            | 4  | Fernando Hierro       |          |     |
| CB            | 5  | Manolo Sanchís (c)    |          |     |
| LB            | 3  | Mikel Lasa            | 48', 84' |     |
| DM            | 6  | Fernando Redondo      |          |     |
| RM            | 8  | Luis Enrique          |          |     |
| LM            | 11 | José Amavisca         |          | 75' |
| AM            | 10 | Freddy Rincón         |          | 54' |
| CF            | 7  | Raúl                  |          |     |
| CF            | 9  | Iván Zamorano         |          |     |
| Substitutes:  |    |                       |          |     |
| GK            | 13 | Santiago Cañizares    |          | 54' |
| MF            | 15 | Míchel                |          | 75' |
| Manager:      |    |                       |          |     |
| Jorge Valdano |    |                       |          |     |

### Tornada
| Reial Madrid CF     | 1–2     | RC Deportivo de La Coruña             |
| ------------------- | ------- | ------------------------------------- |
| Fernando Hierro 30' | Informe | Javier Manjarín 81' · Begiristain 87' |

| Reial Madrid CF | RC Deportivo de La Coruña |

|               |    |                       |     |     |
|               |    |                       |     |     |
| GK            | 1  | Santiago Cañizares    |     |     |
| RB            | 2  | Quique Sánchez Flores |     |     |
| CB            | 4  | Fernando Hierro (c)   |     |     |
| CB            | 6  | Rafael Alkorta        | 75' | 77' |
| LB            | 3  | Miquel Soler          |     |     |
| DM            | 5  | Luis Milla            |     |     |
| RM            | 8  | Freddy Rincón         |     | 46' |
| LM            | 7  | Luis Enrique          | 6'  |     |
| AM            | 10 | Michael Laudrup       |     |     |
| SS            | 11 | José Amavisca         |     | 46' |
| CF            | 9  | Iván Zamorano         |     |     |
| Substitutes:  |    |                       |     |     |
| MF            | 16 | Míchel                |     | 46' |
| FW            | 14 | Raúl                  |     | 46' |
| DF            | 15 | Nando                 |     | 77' |
| Manager:      |    |                       |     |     |
| Jorge Valdano |    |                       |     |     |

|              |    |                    |     |     |
|              |    |                    |     |     |
| GK           | 13 | Juan Canales       |     |     |
| RB           | 3  | Luis López Rekarte |     |     |
| CB           | 2  | Voro               |     |     |
| CB           | 4  | José Luis Ribera   |     |     |
| CB           | 5  | Miroslav Đukić     |     |     |
| LB           | 7  | Nando              |     | 72' |
| CM           | 12 | Donato             | 38' |     |
| CM           | 8  | Alfredo            |     | 27' |
| AM           | 10 | Fran (c)           |     |     |
| CF           | 9  | Dmitri Radtxenko   |     | 36' |
| CF           | 11 | Bebeto             |     |     |
| Substitutes: |    |                    |     |     |
| FW           | 16 | Javier Manjarín    |     | 27' |
| FW           | 14 | Txiki Begiristain  |     | 36' |
| DF           | 6  | Paco Jémez         |     | 72' |
| Manager:     |    |                    |     |     |
| John Toshack |    |                    |     |     |

## Campió
| Campió de la Supercopa d'Espanya 1995 |
| ------------------------------------- |
| RC Deportivo de La Coruña 1r títol    |